# Jordås
Jordås är en by nordväst om Östra Nedsjön i Bollebygds kommun. Från 2015 avgränsar SCB här en småort.